# Astomatida
Astomatia
Sous-classe
Ordre
Les Astomatida, uniques représentants de la sous-classe des Astomatia, sont un ordre de Ciliés de la classe des Oligohymenophorea.

## Liste des familles
Selon le World Register of Marine Species (30 septembre 2023) :
- Anoplophryidae Cépède, 1910
- Buetschliellidae de Puytorac in Corliss, 1979
- Coelosomidiidae Corliss, 1961
- Haptophryidae Cépède, 1923
- Maupasellidae
- Radiophryidae de Puytorac, 1972

Selon GBIF (29 juillet 2023) :
- Anoplophryidae Cépède, 1910
- Archiastomatidae Foissner, 1976
- Buetschliellidae de Puytorac, in Corliss, 1979
- Clausilocolidae de Puytorac, in Corliss, 1979
- Coelosomidiidae Corliss, 1961
- Contophryidae de Puytorac, 1972
- Discophryidae Collin, 1912
- Haptophryidae Cépède, 1910
- Hoplitophryidae Cheissin, 1930
- Intoshellinidae Cépède, 1910
- Maupasellidae Cépède, 1910
- Mesnilellidae
- Radiophryidae de Puytorac, 1972

## Systématique
Le nom valide de ce taxon est Astomatida Schewiakoff, 1896.